# إيفان زايتسيف

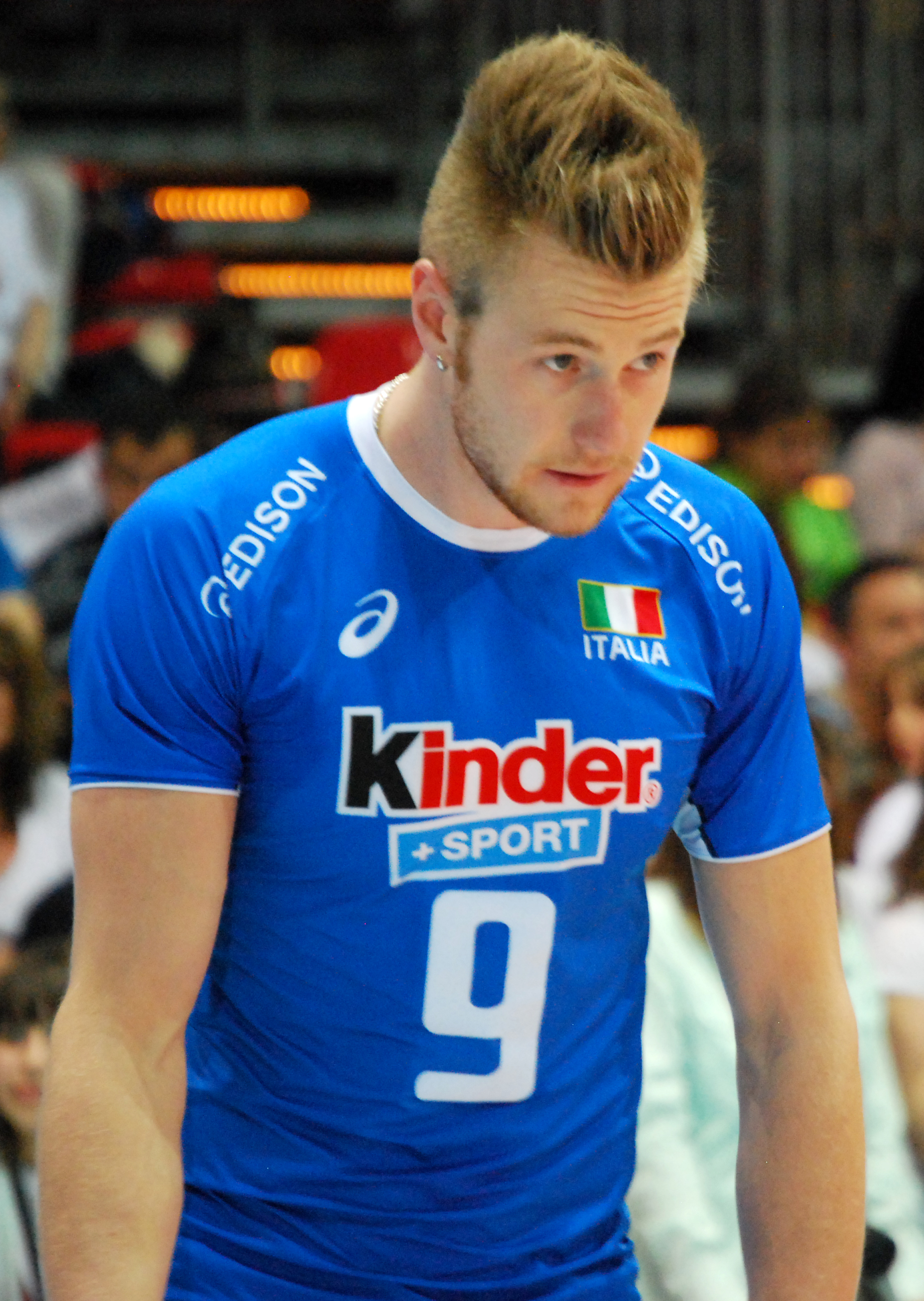
زايتسيف

إيفان زايتسيف (مواليد 2 أكتوبر 1988) هو لاعب كرة طائرة إيطالي من أصول روسية، وعضو في منتخب إيطاليا لكرة الطائرة ويلعب حاليا لصالح نادي سور سايفتي كوناد بيروجيا الإيطالي. حصل على ميدالية برونزية في دورة الألعاب الأولمبية في لندن عام 2012، وميدالية فضية في بطولة الامم الأوروبية لكرة الطائرة (2011، 2013)، وميدالية برونزية في الدوري العالمي للكرة الطائرة (2013، 2014)، وميدالية فضية في دورة الألعاب الأولمبية ريو 2016.

## روابط خارجية
- إيفان زايتسيف على موقع الاتحاد الدولي beach volleyball database (الإنجليزية)
- إيفان زايتسيف على موقع الاتحاد الأوروبي (الإنجليزية)
- إيفان زايتسيف على موقع قاعدة بيانات الكرة الطائرة الشاطئية (الإنجليزية)
- إيفان زايتسيف على موقع عالم الكرة الطائرة (الإنجليزية)
- إيفان زايتسيف على موقع دوري الدرجة الأولى الإيطالي للكرة الطائرة - رجال (الإيطالية)
- إيفان زايتسيف على موقع اللجنة الأولمبية الدولية (الإنجليزية)
- إيفان زايتسيف على موقع أوليمبيديا (الإنجليزية)
- إيفان زايتسيف على موقع اللجنة الأولمبية الإيطالية (الإيطالية)